# 広島県の廃止市町村一覧
広島県の廃止市町村一覧（ひろしまけんのはいししちょうそんいちらん）は、広島県における市制・町村制施行（1889年4月1日）後に、市町村合併や他の自治体に統合されることなどにより廃止した市町村の一覧である。単なる名称の変更は対象としない。
- 町村が「町制」・「市制」を施行し町・市となるケース
  - 「市町村」以外の表記名を変更しなかった自治体は一覧に含まれない。（例：尾道町→尾道市）
  - 町制・市制を施行した際に名称を変更した場合も一覧に含まれない。（下蒲刈島村→下蒲刈町）
- 市町村が名称変更した場合は一覧に含まれない。
- 所属郡が変更になった場合は一覧に含まれない。
- 市町村合併で廃止した市町村のケース
  - 編入合併した場合の、存続市町村は廃止に当たらないので一覧に含まれない。
  - 編入合併した場合の、廃止した市町村は一覧に含まれる。
  - 新設合併した場合の、廃止した市町村は一覧に含まれる。
  - 新設合併した場合の、名称が残った市町村も一覧に含まれる。（例：旧・三原市→新・三原市）
- 政令市の廃止区は一覧に含まれない。
- 分割や分立をしたケース
  - 分割で廃止した市町村は一覧に含まれる。（例：蒲刈島村→上蒲刈島村・下蒲刈島村）
  - 分立で存続した市町村は一覧に含まれない。（例：西条町の一部→寺西村）

| 年            | 市の数 | 町の数 | 村の数 | 市町村数 |
| ------------- | ------ | ------ | ------ | -------- |
| 1888年        |        |        |        | 1,174    |
| 1889年4月1日  | 1      | 12     | 452    | 465      |
| 1953年10月1日 | 6      | 65     | 258    | 329      |
| 1961年6月1日  | 12     | 87     | 11     | 110      |
| 2000年1月1日  | 13     | 67     | 6      | 86       |
| 2006年3月1日  | 14     | 9      | 0      | 23       |

## 1900年までの廃止分
1891年廃止分
- 安芸郡蒲刈島村 （1891年7月27日）上蒲刈島村・下蒲刈島村への分割のため

1895年廃止分
- 品治郡戸田村 （1895年9月21日）戸手村・近田村への分割のため
- 甲奴郡井永村 （1895年10月1日）甲奴郡清岳村新設のため
- 甲奴郡岡屋村 （1895年10月1日）甲奴郡清岳村新設のため
- 甲奴郡佐倉村 （1895年10月1日）甲奴郡清岳村新設のため
- 甲奴郡斗升村 （1895年10月1日）甲奴郡清岳村新設のため
- 甲奴郡水永村 （1895年10月1日）甲奴郡清岳村新設のため
- 甲奴郡梶田村 （1895年10月1日）甲奴郡甲奴村新設のため
- 甲奴郡西野村 （1895年10月1日）甲奴郡甲奴村新設のため
- 甲奴郡福田村 （1895年10月1日）甲奴郡甲奴村新設のため
- 甲奴郡本郷村 （1895年10月1日）甲奴郡甲奴村新設のため
- 甲奴郡有福村 （1895年10月1日）甲奴郡吉野村新設のため
- 甲奴郡小塚村 （1895年10月1日）甲奴郡吉野村新設のため
- 甲奴郡小堀村 （1895年10月1日）甲奴郡吉野村新設のため
- 甲奴郡二森村 （1895年10月1日）甲奴郡吉野村新設のため

1897年廃止分
- 神石郡上野村 （1897年7月11日）神石郡仙養村新設のため
- 神石郡李村 （1897年7月11日）神石郡仙養村新設のため
- 神石郡近田村 （1897年7月11日）神石郡仙養村新設のため
- 神石郡花済村 （1897年7月11日）神石郡仙養村新設のため
- 神石郡上豊松村 （1897年7月11日）神石郡豊松村新設のため
- 神石郡下豊松村 （1897年7月11日）神石郡豊松村新設のため
- 神石郡中平村 （1897年7月11日）神石郡豊松村新設のため
- 神石郡有木村 （1897年7月11日）神石郡豊松村新設のため
- 神石郡笹尾村 （1897年7月11日）神石郡豊松村新設のため

## 1901 - 10年廃止分
1902年廃止分
- 比婆郡高野山村 （1902年6月20日）上高野山村・下高野山村に分割のため
  - 1898年10月1日：恵蘇郡より変更。
- 安芸郡和庄町 （1902年10月1日）呉市新設のため
  - 1892年9月1日：町制を施行し和庄村より名称変更。
- 安芸郡宮原村 （1902年10月1日）呉市新設のため
- 安芸郡荘山田村 （1902年10月1日）呉市新設のため
- 安芸郡二川町 （1902年10月1日）呉市新設のため
  - 1902年4月1日：安芸郡吉浦村より分立し発足。

## 1911 - 20年廃止分
1912年廃止分
- 甲奴郡稲草村 （1912年1月1日）田総村新設のため
- 甲奴郡下領家村 （1912年1月1日）田総村新設のため
- 甲奴郡木屋村 （1912年1月1日）田総村新設のため
- 甲奴郡太郎丸村 （1912年11月1日）上川村新設のため
- 甲奴郡知和村（1912年11月1日）上川村新設のため
- 甲奴郡安田村（1912年11月1日）上川村新設のため
- 甲奴郡抜湯村（1912年11月1日）上川村新設のため
- 甲奴郡有田村（1912年11月1日）上川村新設のため

1913年廃止分
- 芦品郡木野山村 （1913年2月1日）大正村新設のため
- 芦品郡行縢村 （1913年2月1日）大正村新設のため
- 芦品郡桑木村 （1913年2月1日）大正村新設のため
- 芦品郡倉光村 （1913年2月1日）駅家村新設のため
- 芦品郡中島村 （1913年2月1日）駅家村新設のため
- 芦品郡江良村 （1913年2月1日）駅家村新設のため
- 芦品郡坊寺村 （1913年2月1日）駅家村新設のため
- 芦品郡万能倉村 （1913年2月1日）駅家村新設のため
- 甲奴郡上領家村 （1913年2月1日）領家村新設のため
- 甲奴郡中領家村 （1913年2月1日）領家村新設のため
- 甲奴郡五箇村 （1913年2月1日）領家村新設のため
- 甲奴郡黒目村 （1913年2月1日）領家村新設のため
- 甲奴郡亀谷村 （1913年2月1日）領家村新設のため
- 深安郡三吉村 （1913年4月1日）福山町に編入のため
- 深安郡野上村 （1913年4月1日）福山町に編入のため

1920年廃止分
- 安佐郡西原村 （1920年4月1日）原村新設のため
  - 1898年10月1日：沼田郡より変更。
- 安佐郡東原村 （1920年4月1日）原村新設のため
  - 1898年10月1日：沼田郡より変更。

## 1921 - 30年廃止分
1925年廃止分
- 佐伯郡津久茂村 （1925年2月1日）安芸郡江田島村に編入のため
- 芦品郡（旧）府中町 （1925年2月1日）芦品郡府中町新設のため
- 芦品郡出口町 （1925年2月1日）芦品郡府中町新設のため

1928年廃止分
- 安芸郡吉浦町 （1928年4月1日）呉市に編入のため
  - 1916年2月11日：町制を施行し吉浦村より名称変更。
- 安芸郡警固屋町 （1928年4月1日）呉市に編入のため
  - 1906年6月1日：町制を施行し警固屋村より名称変更。
- 賀茂郡阿賀町 （1928年4月1日）呉市に編入のため
  - 1897年5月1日：町制を施行し阿賀村より名称変更。

1929年廃止分
- 高田郡高原村 （1929年3月1日）高田郡可愛村・郷野村・吉田村に分割編入のため
- 深安郡川南村 （1929年3月1日）深安郡神辺町新設のため
- 深安郡川北村 （1929年3月1日）深安郡神辺町新設のため
- 安芸郡矢賀村 （1929年4月1日）広島市に編入のため
- 安芸郡牛田村 （1929年4月1日）広島市に編入のため
- 安芸郡仁保村 （1929年4月1日）広島市に編入のため
  - 1917年8月31日：仁保島村より名称変更。
- 安佐郡三篠町 （1929年4月1日）広島市に編入のため
  - 市町村制施行時には沼田郡三篠村。
  - 1898年10月1日：沼田郡より変更。
  - 1907年1月1日：町制を施行し三篠村より名称変更。
- 佐伯郡己斐町 （1929年4月1日）広島市に編入のため
  - 1911年10月1日：町制を施行し己斐村より名称変更。
- 佐伯郡草津町 （1929年4月1日）広島市に編入のため
  - 1909年2月1日：町制を施行し草津村より名称変更。
- 佐伯郡古田村 （1929年4月1日）広島市に編入のため
- 佐伯郡油見村 （1929年4月1日）大竹町に編入のため
- 高田郡坂村 （1929年4月1日）高田郡向原村新設のため
- 高田郡長田村 （1929年4月1日）高田郡向原村新設のため
- 高田郡戸島村 （1929年4月1日）高田郡向原村新設のため
- 佐伯郡友原村 （1929年4月1日）佐伯郡友和村新設のため
- 佐伯郡三和村 （1929年4月1日）佐伯郡友和村新設のため

## 1931 - 40年廃止分
1931年廃止分
- 安芸郡上瀬野村 （1931年4月1日）安芸郡瀬野村新設のため
- 安芸郡下瀬野村 （1931年4月1日）安芸郡瀬野村新設のため
- 安芸郡焼山村 （1931年4月1日）安芸郡昭和村新設のため
- 安芸郡本庄村 （1931年4月1日）分割し、安芸郡昭和村新設、熊野町に編入のため

1932年廃止分
- 双三郡三良坂町 （1932年1月1日）双三郡三良坂町新設のため
- 双三郡萩原村 （1932年1月1日）双三郡三良坂町新設のため
- 安芸郡音戸町 （1932年4月1日）安芸郡音戸町新設のため
  - 1906年1月1日：町制を施行し瀬戸島村より名称変更。
- 安芸郡渡子島村 （1932年4月1日）安芸郡音戸町新設のため

1933年廃止分
- 深安郡吉津村 （1933年1月1日）福山市に編入のため
- 深安郡木之庄村 （1933年1月1日）福山市に編入のため
- 深安郡奈良津村 （1933年1月1日）福山市に編入のため
- 深安郡深津村 （1933年1月1日）福山市に編入のため
- 深安郡本庄村 （1933年1月1日）福山市に編入のため
- 深安郡手城村 （1933年1月1日）福山市に編入のため
- 深安郡川口村 （1933年1月1日）福山市に編入のため
- 沼隈郡草戸村 （1933年1月1日）福山市に編入のため
- 沼隈郡佐波村 （1933年1月1日）福山市に編入のため
- 沼隈郡神島村 （1933年1月1日）福山市に編入のため

1936年廃止分
- 御調郡三原町 （1936年11月15日）三原市新設のため
- 御調郡糸崎町 （1936年11月15日）三原市新設のため
- 御調郡山中村 （1936年11月15日）三原市新設のため
- 御調郡西野村 （1936年11月15日）三原市新設のため
- 豊田郡田野浦村 （1936年11月15日）三原市新設のため
- 豊田郡須波村 （1936年11月15日）三原市新設のため

1937年廃止分
- 双三郡（旧）十日市町 （1937年3月1日）双三郡十日市町新設のため
- 双三郡八次村 （1937年3月1日）双三郡十日市町新設のため
- 御調郡吉和村 （1937年4月1日）尾道市に編入のため
- 御調郡栗原町 （1937年4月1日）尾道市に編入のため
- 豊田郡（旧）瀬戸田町 （1937年4月1日）豊田郡瀬戸田町新設のため
- 豊田郡西生口村 （1937年4月1日）豊田郡瀬戸田町新設のため

1938年廃止分
- 深安郡中津原村 （1938年10月1日）深安郡御幸村新設のため
- 深安郡森脇村 （1938年10月1日）深安郡御幸村新設のため
- 深安郡下岩成村 （1938年10月1日）深安郡御幸村新設のため
- 深安郡上岩成村 （1938年10月1日）深安郡御幸村新設のため

1939年廃止分
- 賀茂郡（旧）西条町 （1939年7月1日）賀茂郡西条町新設のため
  - 1890年10月1日：町制を施行し四日市次郎丸村より名称変更。
- 賀茂郡吉土実村 （1939年7月1日）賀茂郡西条町新設のため
- 賀茂郡御薗宇村 （1939年7月1日）賀茂郡西条町新設のため
- 賀茂郡下見村 （1939年7月1日）賀茂郡西条町新設のため
- 賀茂郡寺西村 （1939年7月1日）賀茂郡西条町新設のため
- 沼隈郡山波村 （1939年7月1日）尾道市に編入のため

1940年廃止分
- 神石郡牧村 （1940年11月10日）神石郡牧村新設のため
- 神石郡草木村 （1940年11月10日）神石郡牧村新設のため
- 神石郡福永村 （1940年11月10日）神石郡牧村新設のため
- 神石郡田頭村 （1940年11月10日）神石郡牧村新設のため

## 1941 - 50年廃止分
1941年廃止分
- 深安郡八尋村 （1941年2月11日）深安郡竹尋村新設のため
- 深安郡上竹田村 （1941年2月11日）深安郡竹尋村新設のため
- 深安郡下竹田村 （1941年2月11日）深安郡竹尋村新設のため
- 賀茂郡仁方町 （1941年4月21日）呉市に編入のため
  - 1907年1月1日：仁方村より町制を施行。
- 賀茂郡広村 （1941年4月21日）呉市に編入のため
- 深安郡下加茂村 （1941年10月1日）深安郡加法村新設のため
- 深安郡法成寺村 （1941年10月1日）深安郡加法村新設のため

1942年廃止分
- 比婆郡本村 （1942年2月11日）本田村新設のため
  - 1898年10月1日：三上郡より変更。
- 比婆郡峰田村 （1942年2月11日）本田村新設のため
  - 1898年10月1日：三上郡より変更。
- 比婆郡（旧）西城町 （1942年2月11日）西城町新設のため
  - 市町村制施行時には奴可郡西城村。
  - 1898年2月10日：町制を施行。
  - 1898年10月1日：奴可郡より変更。
- 比婆郡美古登村 （1942年2月11日）西城町新設のため
  - 1898年10月1日：奴可郡より変更。
- 賀茂郡野呂村 （1942年4月1日）賀茂郡野路村新設のため
- 賀茂郡中切村 （1942年4月1日）賀茂郡野路村新設のため
- 神石郡（旧）小畠村 （1942年4月1日）神石郡小畠村新設のため
- 神石郡上村 （1942年4月1日）神石郡小畠村新設のため
- 神石郡阿下村 （1942年4月1日）神石郡小畠村新設のため
- 神石郡常光村 （1942年4月1日）神石郡小畠村新設のため
- 神石郡亀石村 （1942年4月1日）神石郡小畠村新設のため
- 安佐郡（旧）可部町 （1942年7月1日）可部町新設のため
  - 1898年10月1日：高宮郡より変更。
- 安佐郡中原村 （1942年7月1日）可部町新設のため
  - 1898年10月1日：高宮郡より変更。
- 沼隈郡山手村 （1942年7月1日）福山市に編入のため
- 沼隈郡郷分村 （1942年7月1日）福山市に編入のため
- 沼隈郡（旧）鞆町 （1942年7月1日）沼隈郡鞆町新設のため
- 沼隈郡田尻村 （1942年7月1日）沼隈郡鞆町新設のため
- 沼隈郡走島村 （1942年7月1日）沼隈郡鞆町新設のため

1943年廃止分
- 賀茂郡早田原村 （1943年1月1日）安芸津町新設のため
- 賀茂郡三津町 （1943年1月1日）安芸津町新設のため
  - 1893年4月12日：三津村より町制を施行。
- 豊田郡木谷村 （1943年1月1日）安芸津町新設のため
- 神石郡（旧）高光村 （1943年4月1日）神石郡高光村新設のため
- 神石郡古川村 （1943年4月1日）神石郡高光村新設のため
- 安佐郡（旧）祇園町 （1943年11月3日）安佐郡祇園町新設のため
  - 市町村制施行時には沼田郡祇園村。
  - 1938年1月1日：町制を施行。
- 安佐郡山本村 （1943年11月3日）安佐郡祇園町新設のため
  - 1898年10月1日：沼田郡より変更。
- 安佐郡長束村 （1943年11月3日）安佐郡祇園町新設のため
  - 1898年10月1日：沼田郡より変更。
- 安佐郡原村 （1943年11月3日）安佐郡祇園町新設のため
  - 1920年4月1日：西原村と東原村が合併して発足。

1944年廃止分
- 賀茂郡内海町 （1944年1月1日）賀茂郡安浦町新設のため
  - 1896年1月1日：町制を施行。
- 賀茂郡三津口町 （1944年1月1日）賀茂郡安浦町新設のため
  - 1922年1月1日：町制を施行。
- 賀茂郡野路村 （1944年1月1日）賀茂郡安浦町新設のため
  - 1942年4月1日： 野呂村と中切村が合併して発足。
- 豊田郡乃美村 （1944年1月1日）豊栄村新設のため
- 豊田郡川源村 （1944年1月1日）豊栄村新設のため
- 豊田郡（旧）瀬戸田町 （1944年1月1日）豊田郡瀬戸田町新設のため
- 豊田郡高根島村 （1944年1月1日）豊田郡瀬戸田町新設のため
- 豊田郡名荷村 （1944年1月1日）豊田郡瀬戸田町新設のため
- 豊田郡北生口村 （1944年1月1日）豊田郡瀬戸田町新設のため
- 神石郡（旧） 高蓋村 （1944年1月1日）神石郡高蓋村新設のため
- 神石郡木津和村 （1944年1月1日）神石郡高蓋村新設のため
- 神石郡父木野村 （1944年1月1日）神石郡高蓋村新設のため
- 神石郡光末村 （1944年1月1日）神石郡高蓋村新設のため
- 神石郡光信村 （1944年1月1日）神石郡高蓋村新設のため

1948年廃止分
- 御調郡三浦村 （1948年5月3日）三庄町・中庄村に分割編入のため

1949年廃止分
- 高田郡市川村 （1949年10月1日）分割し、高田郡高南村新設、井原村に編入のため
- 高田郡秋越村 （1949年10月1日）高田郡高南村新設のため

## 1951 - 60年廃止分
1951年廃止分
- 佐伯郡木野村 （1951年4月1日）大竹町に編入のため
- 御調郡深田村 （1951年4月1日）三原市・尾道市に分割編入のため
- 豊田郡下北方村 （1951年4月1日）豊田郡北方村新設のため
- 豊田郡上北方村 （1951年4月1日）豊田郡北方村新設のため
- 豊田郡善入寺村 （1951年4月1日）豊田郡北方村新設のため

1952年廃止分
- 賀茂郡（旧）竹原町 （1952年4月1日）賀茂郡竹原町新設のため
- 賀茂郡下野村 （1952年4月1日）賀茂郡竹原町新設のため

1953年廃止分
- 御調郡八幡村 （1953年3月22日）三原市に編入のため
- 豊田郡長谷村 （1953年3月22日）三原市に編入のため
- 高田郡（旧）吉田町 （1953年4月1日）高田郡吉田町新設のため
- 高田郡丹比村 （1953年4月1日）高田郡吉田町新設のため
- 高田郡可愛村 （1953年4月1日）高田郡吉田町新設のため
- 高田郡郷野村 （1953年4月1日）高田郡吉田町新設のため
- 沼隈郡（旧）松永町 （1953年4月1日）沼隈郡松永町新設のため
- 沼隈郡今津町 （1953年4月1日）沼隈郡松永町新設のため
- 御調郡土生町 （1953年5月1日）因島市新設のため
  - 1919年1月1日：町制を施行し土生村より名称変更。
- 御調郡田熊町 （1953年5月1日）因島市新設のため
  - 1949年4月1日：町制を施行し田熊村より名称変更。
- 御調郡三庄町 （1953年5月1日）因島市新設のため
  - 1921年6月1日：町制を施行し三庄村より名称変更。
- 御調郡中庄村 （1953年5月1日）因島市新設のため
- 御調郡大浜村 （1953年5月1日）因島市新設のため
- 御調郡重井村 （1953年5月1日）因島市新設のため
- 豊田郡東生口村 （1953年5月1日）因島市新設のため

1954年廃止分
- 比婆郡庄原町（1954年3月31日）庄原市新設のため
  - 市町村制施行時には三上郡庄原村。
  - 1898年10月：町制を施行し庄原村より名称変更。同時に三上郡より変更。
- 比婆郡高村 （1954年3月31日）庄原市新設のため
  - 1898年10月1日：三上郡より変更。
- 比婆郡本田村 （1954年3月31日）庄原市新設のため
  - 1942年2月11日：発足。
- 比婆郡敷信村 （1954年3月31日）庄原市新設のため
  - 1898年10月1日：三上郡より変更。
- 比婆郡山内東村 （1954年3月31日）庄原市新設のため
  - 1898年10月1日：恵蘇郡より変更。
- 比婆郡山内西村 （1954年3月31日）庄原市新設のため
  - 1898年10月1日：恵蘇郡より変更。
- 比婆郡山内北村 （1954年3月31日）庄原市新設のため
  - 1898年10月1日：恵蘇郡より変更。
- 比婆郡（旧）西城町 （1954年3月31日）西城町新設のため
  - 1942年2月11日：発足。
- 比婆郡八鉾村 （1954年3月31日）西城町新設のため
  - 1898年10月1日：奴可郡より変更。
- 賀茂郡東高屋村 （1954年3月31日）高屋村新設のため
- 賀茂郡西高屋村 （1954年3月31日）高屋村新設のため
- 賀茂郡上黒瀬村 （1954年3月31日）黒瀬町新設のため
- 賀茂郡中黒瀬村 （1954年3月31日）黒瀬町新設のため
- 賀茂郡下黒瀬村 （1954年3月31日）黒瀬町新設のため
- 賀茂郡乃美尾村 （1954年3月31日）黒瀬町新設のため
- 御調郡美ノ郷村 （1954年3月31日）尾道市に編入のため
- 御調郡木ノ庄村 （1954年3月31日）尾道市に編入のため
- 御調郡原田村 （1954年3月31日）尾道市に編入のため
- 芦品郡府中町 （1954年3月31日）府中市新設のため
- 芦品郡岩谷村 （1954年3月31日）府中市新設のため
- 芦品郡広谷村 （1954年3月31日）府中市新設のため
- 芦品郡国府村 （1954年3月31日）府中市新設のため
- 芦品郡栗生村 （1954年3月31日）府中市新設のため
- 芦品郡下川辺村 （1954年3月31日）府中市新設のため
- 双三郡三次町 （1954年3月31日）三次市新設のため
- 双三郡十日市町 （1954年3月31日）三次市新設のため
- 双三郡酒河村 （1954年3月31日）三次市新設のため
- 双三郡河内村 （1954年3月31日）三次市新設のため
- 双三郡和田村 （1954年3月31日）三次市新設のため
- 双三郡神杉村 （1954年3月31日）三次市新設のため
- 双三郡田幸村 （1954年3月31日）三次市新設のため
- 双三郡粟屋村 （1954年3月31日）三次市新設のため
- 高田郡有保村 （1954年3月31日）高田郡向原町・高南村に分割編入のため
- 御調郡岩子島村 （1954年3月31日）御調郡向島町に編入のため
- 御調郡久井村 （1954年3月31日）御調郡久井町新設のため
- 御調郡羽和泉村 （1954年3月31日）御調郡久井町新設のため
- 御調郡坂井原村 （1954年3月31日）御調郡久井町新設のため
- 沼隈郡松永町 （1954年3月31日）松永市新設のため
- 沼隈郡東村 （1954年3月31日）松永市新設のため
- 沼隈郡本郷村 （1954年3月31日）松永市新設のため
- 沼隈郡神村 （1954年3月31日）松永市新設のため
- 沼隈郡柳津村 （1954年3月31日）松永市新設のため
- 沼隈郡金江村 （1954年3月31日）松永市新設のため
- 沼隈郡藤江村 （1954年3月31日）松永市新設のため
- 深安郡御野村 （1954年3月31日）深安郡神辺町に編入のため
- 深安郡竹尋村 （1954年3月31日）深安郡神辺町に編入のため
- 深安郡湯田村 （1954年3月31日）深安郡神辺町に編入のため
- 深安郡中条村 （1954年3月31日）深安郡神辺町に編入のため
- 深安郡道上村 （1954年3月31日）深安郡神辺町に編入のため
- 賀茂郡東野村 （1954年3月31日）賀茂郡竹原町に編入のため
- 豊田郡大乗村 （1954年3月31日）賀茂郡竹原町に編入のため
- 甲奴郡（旧）上下町 （1954年3月31日）甲奴郡上下町新設のため
- 甲奴郡矢野村 （1954年3月31日）甲奴郡上下町新設のため
- 甲奴郡清岳村 （1954年3月31日）甲奴郡上下町新設のため
- 甲奴郡吉野村 （1954年3月31日）甲奴郡上下町新設のため
- 甲奴郡階見村 （1954年3月31日）分割し、甲奴郡上下町新設、神石郡高蓋村に編入のため
- 豊田郡沼田西村 （1954年4月1日）三原市に編入のため
- 豊田郡小泉村 （1954年4月1日）三原市に編入のため
- 豊田郡沼田東村 （1954年4月1日）三原市に編入のため
- 山県郡（旧）加計町 （1954年8月1日）山県郡加計町新設のため
- 山県郡殿賀村 （1954年8月1日）山県郡加計町新設のため
- 佐伯郡大竹町 （1954年9月1日）大竹市新設のため
  - 1911年1月1日：町制を施行し大竹村より名称変更。
- 佐伯郡小方町 （1954年9月1日）大竹市新設のため
  - 1951年2月11日：町制を施行し小方村より名称変更。
- 佐伯郡玖波町 （1954年9月1日）大竹市新設のため
  - 1924年6月1日：町制を施行し玖波村より名称変更。
- 佐伯郡栗谷村 （1954年9月1日）大竹市新設のため
- 佐伯郡（旧）大柿町 （1954年11月3日）佐伯郡大柿町新設のため
- 佐伯郡深江村 （1954年11月3日）佐伯郡大柿町新設のため
- 佐伯郡飛渡瀬村 （1954年11月3日）佐伯郡大柿町新設のため
- 山県郡八重町 （1954年11月3日）山県郡千代田町新設のため
- 山県郡壬生町 （1954年11月3日）山県郡千代田町新設のため
- 山県郡南方村 （1954年11月3日）山県郡千代田町新設のため
- 山県郡本地村 （1954年11月3日）山県郡千代田町新設のため
- 山県郡川迫村 （1954年11月3日）山県郡千代田町新設のため
- 豊田郡（旧）本郷町 （1954年11月3日）豊田郡本郷町新設のため
- 豊田郡船木村 （1954年11月3日）豊田郡本郷町新設のため
- 豊田郡北方村 （1954年11月3日）豊田郡本郷町新設のため
- 豊田郡南方村 （1954年11月3日）豊田郡本郷町新設のため
- 神石郡高光村 （1954年11月3日）神石郡神石町新設のため
- 神石郡牧村 （1954年11月3日）神石郡神石町新設のため

1955年廃止分
- 比婆郡上高野山村 （1955年1月1日）高野町新設のため
  - 1902年6月20日：発足。
- 比婆郡下高野山村 （1955年1月1日）高野町新設のため
  - 1902年6月20日：発足。
- 芦品郡（旧）駅家町 （1955年1月1日）芦品郡駅家町新設のため
- 芦品郡宜山村 （1955年1月1日）芦品郡駅家町新設のため
- 芦品郡近田村 （1955年1月1日）芦品郡駅家町新設のため
- 芦品郡服部村 （1955年1月1日）芦品郡駅家町新設のため
- 賀茂郡下三永村 （1955年1月1日）賀茂郡西条町に編入のため
- 世羅郡大見村 （1955年1月10日）世羅郡世羅町新設のため
- 世羅郡西大田村 （1955年1月10日）世羅郡世羅町新設のため
- 世羅郡東大田村 （1955年1月10日）世羅郡世羅町新設のため
- 沼隈郡高須村 （1955年2月1日）尾道市に編入のため
- 沼隈郡西村 （1955年2月1日）尾道市に編入のため
- 御調郡菅野村 （1955年2月1日）御調郡御調町新設のため
- 御調郡上川辺村 （1955年2月1日）御調郡御調町新設のため
- 御調郡市村 （1955年2月1日）御調郡御調町新設のため
- 御調郡河内村 （1955年2月1日）御調郡御調町新設のため
- 御調郡今津野村 （1955年2月1日）御調郡御調町新設のため
- 御調郡奥村 （1955年2月1日）御調郡御調町新設のため
- 芦品郡（旧）新市町 （1955年2月1日）芦品郡新市町新設のため
- 芦品郡常金丸村 （1955年2月1日）芦品郡新市町新設のため
- 芦品郡戸手村 （1955年2月1日）芦品郡新市町新設のため
- 芦品郡網引村 （1955年2月1日）芦品郡新市町新設のため
- 世羅郡（旧）甲山町 （1955年2月11日）世羅郡甲山町新設のため
- 世羅郡三川村 （1955年2月11日）世羅郡甲山町新設のため
- 世羅郡東村 （1955年2月11日）世羅郡甲山町新設のため
- 御調郡宇津戸村 （1955年2月11日）世羅郡甲山町新設のため
- 安佐郡小河内村 （1955年3月31日）安佐町新設のため
  - 1898年10月1日：沼田郡より変更。
- 安佐郡鈴張村 （1955年3月31日）安佐町新設のため
  - 1898年10月1日：高宮郡より変更。
- 安佐郡飯室村 （1955年3月31日）安佐町新設のため
  - 1898年10月1日：高宮郡より変更。
- 安佐郡久地村 （1955年3月31日）安佐町新設のため
  - 1898年10月1日：沼田郡より変更。
- 安佐郡日浦村 （1955年3月31日）安佐町新設のため
  - 1898年10月1日：沼田郡より変更。
- 安佐郡亀山村 （1955年3月31日）可部町新設のため
  - 1898年10月1日：高宮郡より変更。
- 安佐郡三入村 （1955年3月31日）可部町新設のため
  - 1898年10月1日：高宮郡より変更。
- 安佐郡大林村 （1955年3月31日）可部町新設のため
  - 1898年10月1日：高宮郡より変更。
- 安佐郡（旧）可部町 （1955年3月31日）可部町新設のため
  - 1942年7月1日：発足。
- 安佐郡深川村 （1955年3月31日）高陽町新設のため
  - 1898年10月1日：高宮郡より変更。
- 安佐郡落合村 （1955年3月31日）高陽町新設のため
  - 1895年9月1日：深川村より分立し発足。
  - 1898年10月1日：高宮郡より変更。
- 安佐郡口田村 （1955年3月31日）高陽町新設のため
  - 1898年10月1日：高宮郡より変更。
- 安佐郡狩小川村 （1955年3月31日）高陽町新設のため
  - 1898年10月1日：高宮郡より変更。
- 甲奴郡領家村 （1955年3月31日）総領町新設のため
- 甲奴郡田総村 （1955年3月31日）総領町新設のため
- 賀茂郡郷田村 （1955年3月31日）賀茂郡西条町に編入のため
- 賀茂郡板城村 （1955年3月31日）賀茂郡西条町・黒瀬町に分割編入のため
- 豊田郡小谷村 （1955年3月31日）豊田郡高屋村（即日町制、高屋町）に編入のため
- 豊田郡（旧）河内町 （1955年3月31日）豊田郡河内町新設のため
  - 1924年4月1日：町制を施行し大河村より名称変更。
- 豊田郡戸野村 （1955年3月31日）豊田郡河内町新設のため
- 豊田郡豊田村 （1955年3月31日）分割し、豊田郡河内町・大和町新設のため
- 豊田郡椹梨村 （1955年3月31日）豊田郡大和町新設のため
- 豊田郡大草村 （1955年3月31日）豊田郡大和町新設のため
- 世羅郡神田村 （1955年3月31日）豊田郡大和町新設のため
- 山県郡（旧）大朝町 （1955年3月31日）山県郡大朝町新設のため
- 山県郡新庄村 （1955年3月31日）山県郡大朝町新設のため
- 高田郡刈田村 （1955年3月31日）高田郡八千代村新設のため
- 高田郡根野村 （1955年3月31日）高田郡八千代村新設のため
- 賀茂郡（旧）竹原町 （1955年3月31日）賀茂郡竹原町新設のため
- 賀茂郡荘野村 （1955年3月31日）賀茂郡竹原町新設のため
- 豊田郡田万里村 （1955年3月31日）賀茂郡竹原町新設のため
- 豊田郡西野村 （1955年3月31日）豊田郡大崎町新設のため
- 豊田郡中野村 （1955年3月31日）豊田郡大崎町新設のため
- 豊田郡（旧）木江町 （1955年3月31日）豊田郡木江町新設のため
- 豊田郡大崎南村 （1955年3月31日）豊田郡木江町新設のため
- 沼隈郡横島村 （1955年3月31日）沼隈郡内海町新設のため
- 沼隈郡田島村 （1955年3月31日）沼隈郡内海町新設のため
- 深安郡大津野村 （1955年3月31日）深安郡深安町新設のため
- 深安郡坪生村 （1955年3月31日）深安郡深安町新設のため
- 深安郡春日村 （1955年3月31日）深安郡深安町新設のため
- 深安郡加茂村 （1955年3月31日）深安郡加茂町新設のため
- 深安郡山野村 （1955年3月31日）深安郡加茂町新設のため
- 深安郡広瀬村 （1955年3月31日）深安郡加茂町新設のため
- 沼隈郡千年村 （1955年3月31日）沼隈郡沼隈町新設のため
- 沼隈郡山南村 （1955年3月31日）沼隈郡沼隈町新設のため
- 世羅郡小国村 （1955年3月31日）世羅郡世羅西町新設のため
- 世羅郡津名村 （1955年3月31日）分割し、世羅郡世羅西町・双三郡三和町新設のため
- 世羅郡吉川村（1955年3月31日）分割し、世羅郡世羅西町新設、豊田郡豊栄町に編入のため
- 世羅郡上山村 （1955年3月31日）分割し、双三郡三和町新設、豊田郡豊栄町に編入のため
- 双三郡板木村 （1955年3月31日）双三郡三和町新設のため
- 芦品郡阿字村 （1955年3月31日）芦品郡協和村新設のため
- 芦品郡大正村（1955年3月31日）芦品郡協和村新設のため
- 神石郡永渡村 （1955年3月31日）神石郡神石町に編入のため
- 神石郡来見村 （1955年3月31日）神石郡三和町新設のため
- 神石郡小畠村 （1955年3月31日）神石郡三和町新設のため
- 神石郡高蓋村 （1955年3月31日）神石郡三和町新設のため
- 甲奴郡甲奴村 （1955年3月31日）甲奴郡甲奴町新設のため
- 甲奴郡上川村 （1955年3月31日）分割し、甲奴郡甲奴町新設、 双三郡吉舎町に編入のため
- 安佐郡戸山村 （1955年4月1日）沼田町新設のため
  - 1898年10月1日：高宮郡より変更。
- 安佐郡伴村 （1955年4月1日）沼田町新設のため
  - 1898年10月1日：高宮郡より変更。
- 佐伯郡（旧）五日市町 （1955年4月1日）五日市町新設のため
  - 1911年10月1日：町制を施行し五日市村より名称変更。
- 佐伯郡河内村 （1955年4月1日）五日市町新設のため
- 佐伯郡観音村 （1955年4月1日）五日市町新設のため
- 佐伯郡八幡村 （1955年4月1日）五日市町新設のため
- 佐伯郡石内村 （1955年4月1日）五日市町新設のため
- 比婆郡口南村 （1955年4月1日）口和村新設のため
  - 1898年10月1日：恵蘇郡より変更。
- 比婆郡口北村 （1955年4月1日）口和村新設のため
  - 1898年10月1日：恵蘇郡より変更。
- 比婆郡（旧）東城町 （1955年4月1日）東城町新設のため
  - 市町村制施行時には奴可郡東城村。
  - 1898年2月10日：町制を施行し東城村より名称変更。
  - 1898年10月1日：奴可郡より変更。
- 比婆郡小奴可村 （1955年4月1日）東城町新設のため
  - 1898年10月1日：奴可郡より変更。
- 比婆郡田森村 （1955年4月1日）東城町新設のため
  - 1898年10月1日：奴可郡より変更。
- 比婆郡八幡村 （1955年4月1日）東城町新設のため
  - 1898年10月1日：奴可郡より変更。
- 比婆郡久代村 （1955年4月1日）東城町新設のため
  - 1898年10月1日：奴可郡より変更。
- 比婆郡帝釈村 （1955年4月1日）東城町新設のため
  - 1898年10月1日：奴可郡より変更。
- 神石郡新坂村 （1955年4月1日）分割し、比婆郡東城町・神石郡油木町新設のため
- 神石郡小野村（1955年4月1日）神石郡油木町新設のため
- 沼隈郡百島村 （1955年4月1日）尾道市に編入の為
- 佐伯郡鹿川町 （1955年4月1日）佐伯郡能美町新設のため
- 佐伯郡高田村 （1955年4月1日）佐伯郡能美町新設のため
- 佐伯郡中村 （1955年4月1日）佐伯郡能美町新設のため
- 佐伯郡津田町 （1955年4月1日）佐伯郡佐伯町新設のため
- 佐伯郡玖島村 （1955年4月1日）佐伯郡佐伯町新設のため
- 佐伯郡友和村 （1955年4月1日）佐伯郡佐伯町新設のため
- 佐伯郡浅原村 （1955年4月1日）佐伯郡佐伯町新設のため
- 佐伯郡四和村 （1955年4月1日）佐伯郡佐伯町新設のため
- 豊田郡（旧）瀬戸田町 （1955年4月1日）豊田郡瀬戸田町新設のため
- 豊田郡南生口村 （1955年4月1日）豊田郡瀬戸田町新設のため
- 御調郡立花村 （1955年4月1日）御調郡向島町に編入の為
- 芦品郡有磨村 （1955年4月1日）芦品郡芦田町新設のため
- 芦品郡福相村 （1955年4月1日）芦品郡芦田町新設のため
- 安芸郡戸坂村 （1955年4月10日）広島市に編入のため
- 安佐郡安村 （1955年7月1日）安古市町新設のため
  - 1898年10月1日：沼田郡より変更。
- 安佐郡古市町 （1955年7月1日）安古市町新設のため
  - 市町村制施行時には高宮郡三川村。
  - 1898年10月1日：高宮郡より変更。
  - 1943年10月1日：町制を施行し三川村より名称変更。
- 安佐郡緑井村 （1955年7月1日）佐東町新設のため
  - 1898年10月1日：沼田郡より変更。
- 安佐郡八木村 （1955年7月1日）佐東町新設のため
  - 1898年10月1日：沼田郡より変更。
- 安佐郡川内村 （1955年7月1日）佐東町新設のため
  - 1898年10月1日：沼田郡より変更。
- 豊田郡竹仁村 （1955年7月10日）福富町新設のため
- 豊田郡久芳村 （1955年7月10日）福富町新設のため
- 賀茂郡東志和村 （1955年8月1日）志和町新設のため
- 賀茂郡西志和村 （1955年8月1日）志和町新設のため
- 賀茂郡志和堀村 （1955年8月1日）志和町新設のため

1956年廃止分
- 世羅郡津久志村（1956年1月15日）世羅郡世羅町に編入の為
- 安芸郡温品村 （1956年3月31日）安芸町新設のため
- 安佐郡福木村 （1956年3月31日）安芸町新設のため
  - 1898年10月1日：高宮郡より変更。
- 豊田郡御手洗町 （1956年3月31日）豊町新設のため
- 豊田郡久友村 （1956年3月31日）豊町新設のため
- 豊田郡大長村 （1956年3月31日）豊町新設のため
- 豊田郡高坂村 （1956年3月31日）三原市に編入の為
- 山県郡吉坂村 （1956年3月31日）山県郡豊平町新設のため
- 山県郡原村 （1956年3月31日）山県郡豊平町新設のため
- 山県郡都谷村 （1956年3月31日）山県郡豊平町新設のため
- 安芸郡中山村 （1956年4月1日）広島市に編入のため
- 高田郡横田村 （1956年4月1日）高田郡美土里町新設のため
- 高田郡本村 （1956年4月1日）高田郡美土里町新設のため
- 高田郡北村 （1956年4月1日）高田郡美土里町新設のため
- 高田郡生桑村 （1956年4月1日）高田郡美土里町新設のため
- 高田郡甲立町 （1956年4月1日）高田郡甲田町新設のため
  - 1926年1月1日：町制施行により甲立村より名称変更。
- 高田郡小田村 （1956年4月1日）高田郡甲田町新設のため
- 賀茂郡川上村 （1956年9月1日）八本松町新設のため
- 賀茂郡吉川村 （1956年9月1日）八本松町新設のため
- 賀茂郡原村 （1956年9月1日）八本松町新設のため
- 山県郡（旧）戸河内町 （1956年9月1日）山県郡戸河内町新設のため
- 山県郡上殿村 （1956年9月1日）山県郡戸河内町新設のため
- 安芸郡瀬野村 （1956年9月30日）瀬野川町新設のため
  - 1931年4月1日：発足。
- 安芸郡中野村 （1956年9月30日）瀬野川町新設のため
- 安芸郡畑賀村 （1956年9月30日）瀬野川町新設のため
- 安芸郡上蒲刈島村 （1956年9月30日）蒲刈町新設のため
  - 1891年7月27日：発足。
- 安芸郡向村 （1956年9月30日）蒲刈町新設のため
  - 1947年8月1日：下蒲刈島村より分立し発足。
- 高田郡三田村 （1956年9月30日）白木町新設のため
- 高田郡高南村 （1956年9月30日）白木町新設のため
  - 1949年10月1日：発足。
- 高田郡井原村 （1956年9月30日）白木町新設のため
- 高田郡志屋村 （1956年9月30日）白木町新設のため
- 佐伯郡砂谷村 （1956年9月30日）湯来町新設のため
- 佐伯郡水内村 （1956年9月30日）湯来町新設のため
- 佐伯郡上水内村 （1956年9月30日）湯来町新設のため
- 賀茂郡入野村 （1956年9月30日）河内町に編入のため
  - 1956年4月1日：豊田郡より変更。
- 豊田郡幸崎町 （1956年9月30日）三原市に編入のため
- 豊田郡鷺浦村 （1956年9月30日）三原市に編入のため
- 沼隈郡鞆町 （1956年9月30日）福山市に編入のため
- 深安郡引野村 （1956年9月30日）福山市に編入のため
- 深安郡市村 （1956年9月30日）福山市に編入のため
- 深安郡千田村 （1956年9月30日）福山市に編入のため
- 深安郡御幸村 （1956年9月30日）福山市に編入のため
- 沼隈郡津之郷村 （1956年9月30日）福山市に編入のため
- 沼隈郡赤坂村 （1956年9月30日）福山市に編入のため
- 沼隈郡瀬戸村 （1956年9月30日）福山市に編入のため
- 沼隈郡熊野村 （1956年9月30日）福山市に編入のため
- 沼隈郡水呑町 （1956年9月30日）福山市に編入のため
- 御調郡諸田村 （1956年9月30日）府中市に編入のため
- 芦品郡河佐村 （1956年9月30日）府中市に編入のため
- 双三郡川地村 （1956年9月30日）三次市に編入のため
- 安芸郡海田市町 （1956年9月30日）安芸郡海田町新設のため
- 安芸郡東海田町 （1956年9月30日）安芸郡海田町新設のため
- 佐伯郡（旧）廿日市町 （1956年9月30日）佐伯郡廿日市町新設のため
- 佐伯郡平良村 （1956年9月30日）佐伯郡廿日市町新設のため
- 佐伯郡原村 （1956年9月30日）佐伯郡廿日市町新設のため
- 佐伯郡宮内村 （1956年9月30日）佐伯郡廿日市町新設のため
- 佐伯郡地御前村 （1956年9月30日）佐伯郡廿日市町新設のため
- 佐伯郡三高村 （1956年9月30日）佐伯郡沖美町新設のため
- 佐伯郡沖村 （1956年9月30日）佐伯郡沖美町新設のため
- 山県郡（旧）加計町 （1956年9月30日）山県郡加計町新設のため
- 山県郡安野村 （1956年9月30日）山県郡加計町新設のため
- 山県郡八幡村 （1956年9月30日）山県郡芸北町新設のため
- 山県郡雄鹿原村 （1956年9月30日）山県郡芸北町新設のため
- 山県郡中野村 （1956年9月30日）山県郡芸北町新設のため
- 山県郡美和村 （1956年9月30日）山県郡芸北町新設のため
- 高田郡川根村 （1956年9月30日）高田郡高宮町新設のため
- 高田郡船佐村 （1956年9月30日）高田郡高宮町新設のため
- 高田郡来原村 （1956年9月30日）高田郡高宮町新設のため
- 豊田郡賀永村 （1956年9月30日）賀茂郡西条町・豊田郡竹原町に分割編入のため
- 豊田郡吉名村 （1956年9月30日）豊田郡竹原町に編入のため
- 深安郡加法村 （1956年9月30日）深安郡加茂町・芦品郡駅家町に分割編入のため
- 安芸郡天応町 （1956年10月1日）呉市に編入のため
  - 1951年11月3日町制を施行し大屋村より名称変更。
- 安芸郡昭和村 （1956年10月1日）呉市に編入のため
  - 1931年4月1日：発足。
- 賀茂郡郷原村 （1956年10月1日）呉市に編入のため
- 佐伯郡井口村 （1956年11月1日）広島市に編入のため

1957年廃止分
- 沼隈郡浦崎村 （1957年1月1日）尾道市に編入のため

1958年廃止分
- 賀茂郡造賀村 （1958年1月1日）高屋町に編入のため
- 双三郡川西村 （1958年2月11日）三次市に編入のため
- 豊田郡安登村 （1958年4月1日）豊田郡川尻町・安浦町に編入のため
- 甲奴郡（旧）甲奴町 （1958年10月10日）甲奴郡甲奴町新設のため
- 世羅郡広定村 （1958年10月10日）甲奴郡甲奴町新設のため
- 豊田郡竹原町 （1958年11月3日）竹原市新設のため
- 豊田郡忠海町 （1958年11月3日）竹原市新設のため

1959年廃止分
- 芦品郡藤尾村 （1959年7月1日）芦品郡新市町・神石郡三和町に分割編入のため
- 賀茂郡寺西町 （1959年10月1日）西条町に編入のため
  - 1950年4月1日：西条町より分立し賀茂郡寺西村として発足。
  - 1952年4月1日：町制を施行し寺西村より名称変更。

## 1961 - 70年廃止分
- 深安郡深安町 （1962年1月1日）福山市に編入のため
- 旧・福山市 （1966年5月1日）福山市新設のため
- 松永市 （1966年5月1日）福山市新設のため

## 1971 - 80年廃止分
1970年廃止分
- 御調郡向東町 （1970年4月1日）尾道市に編入のため

1971年廃止分
- 安佐郡沼田町 （1971年4月1日）広島市に編入のため
  - 1955年4月1日：発足。
- 安佐郡安佐町 （1971年5月20日）広島市に編入のため
  - 1955年3月31日：発足。

1972年廃止分
- 安佐郡可部町 （1972年4月1日）広島市に編入のため
  - 1955年3月31日：発足。
- 安佐郡祇園町 （1972年8月27日）広島市に編入のため
  - 1943年11月3日：発足。

1973年廃止分
- 広島県瀬野川町 （1973年3月20日）広島市に編入のため
  - 1956年9月30日：発足。
- 安佐郡安古市町 （1973年3月20日）広島市に編入のため
  - 1955年7月1日：発足。
- 安佐郡佐東町 （1973年3月20日）広島市に編入のため
  - 1955年7月1日：発足。
- 安佐郡高陽町 （1973年3月20日）広島市に編入のため
  - 1955年3月31日：発足。
- 高田郡白木町 （1973年10月22日）広島市に編入のため
  - 1956年9月30日：発足。

1974年廃止分
- 芦品郡芦田町 （1974年4月1日）福山市に編入のため
- 賀茂郡西条町 （1974年4月20日）東広島市新設のため
  - 1939年7月1日：発足。
- 賀茂郡八本松町 （1974年4月20日）東広島市新設のため
  - 1956年9月1日発足。
- 賀茂郡志和町 （1974年4月20日）東広島市新設のため
  - 1955年8月1日発足。
- 賀茂郡高屋町 （1974年4月20日）東広島市新設のため
  - 1955年3月31日発足。
- 安芸郡安芸町 （1974年11月1日）広島市に編入のため
  - 1956年3月31日：発足。
- 安芸郡熊野跡村 （1974年11月1日）広島市に編入のため
  - 1951年3月1日：賀茂郡より変更。

1975年廃止分
- 芦品郡駅家町 （1975年2月1日）福山市に編入のため
- 深安郡加茂町 （1975年2月1日）福山市に編入のため
- 芦品郡協和村 （1975年2月1日）府中市に編入のため
- 安芸郡矢野町 （1975年3月20日）広島市に編入のため
  - 1917年10月1日：町制を施行し矢野村より名称変更。
- 安芸郡船越町 （1975年3月20日）広島市に編入のため
  - 1928年11月1日：町制を施行し船越村より名称変更。

## 1981 - 90年廃止分
1985年廃止分
- 佐伯郡五日市町 （1985年3月20日）広島市編入、佐伯区に
  - 1955年4月1日：発足。

## 2001年以降廃止分
2003年廃止分
- 沼隈郡内海町 （2003年2月3日）福山市に編入のため
- 芦品郡新市町 （2003年2月3日）福山市に編入のため
- 佐伯郡佐伯町 （2003年3月1日）廿日市市に編入のため
- 佐伯郡吉和村 （2003年3月1日）廿日市市に編入のため
- 豊田郡大崎町 （2003年4月1日）大崎上島町新設のため
- 豊田郡東野町 （2003年4月1日）大崎上島町新設のため
- 豊田郡木江町 （2003年4月1日）大崎上島町新設のため
- 安芸郡下蒲刈町 （2003年4月1日）呉市に編入のため
  - 1891年7月27日：下蒲刈島村として発足。
  - 1962年1月1日：下蒲刈島村より下蒲刈村へ名称変更し、同時に町制を施行し現町名へ再変更。

2004年廃止分
- 高田郡吉田町 （2004年3月1日）安芸高田市新設のため
- 高田郡八千代町 （2004年3月1日）安芸高田市新設のため
- 高田郡美土里町 （2004年3月1日）安芸高田市新設のため
- 高田郡高宮町 （2004年3月1日）安芸高田市新設のため
- 高田郡向原町 （2004年3月1日）安芸高田市新設のため
- 高田郡甲田町 （2004年3月1日）安芸高田市新設のため
- 豊田郡川尻町 （2004年4月1日）呉市に編入のため
  - 市町村制施行時には賀茂郡川尻村。
  - 1922年1月1日：町制を施行し川尻村より名称変更。
  - 1956年4月1日：賀茂郡より変更。
- 甲奴郡上下町 （2004年4月1日）府中市に編入のため
- 旧・三次市 （2004年4月1日）三次市新設のため
- 双三郡三和町 （2004年4月1日）三次市新設のため
- 双三郡三良坂町 （2004年4月1日）三次市新設のため
- 双三郡吉舎町 （2004年4月1日）三次市新設のため
- 双三郡君田村 （2004年4月1日）三次市新設のため
- 双三郡布野村 （2004年4月1日）三次市新設のため
- 双三郡作木村 （2004年4月1日）三次市新設のため
- 甲奴郡甲奴町 （2004年4月1日）三次市新設のため
- 世羅郡（旧）世羅町 （2004年10月1日）世羅町新設のため
- 世羅郡世羅西町 （2004年10月1日）世羅町新設のため
- 世羅郡甲山町 （2004年10月1日）世羅町新設のため
- 山県郡加計町 （2004年10月1日）安芸太田町新設のため
- 山県郡筒賀村 （2004年10月1日）安芸太田町新設のため
- 山県郡戸河内町 （2004年10月1日）安芸太田町新設のため
- 安芸郡江田島町 （2004年11月1日）江田島市新設のため
- 佐伯郡能美町 （2004年11月1日）江田島市新設のため
- 佐伯郡沖美町 （2004年11月1日）江田島市新設のため
- 佐伯郡大柿町 （2004年11月1日）江田島市新設のため
- 神石郡三和町 （2004年11月5日）神石高原町新設のため
- 神石郡油木町 （2004年11月5日）神石高原町新設のため
- 神石郡神石町 （2004年11月5日）神石高原町新設のため
- 神石郡豊松村 （2004年11月5日）神石高原町新設のため

2005年廃止分
- 沼隈郡沼隈町 （2005年2月1日）福山市に編入のため
- 山県郡芸北町 （2005年2月1日）北広島町新設のため
- 山県郡大朝町 （2005年2月1日）北広島町新設のため
- 山県郡千代田町 （2005年2月1日）北広島町新設のため
- 山県郡豊平町 （2005年2月1日）北広島町新設のため
- 賀茂郡黒瀬町 （2005年2月7日）東広島市に編入のため
  - 1954年3月31日：発足。
- 賀茂郡福富町 （2005年2月7日）東広島市に編入のため
  - 1955年7月10日：豊田郡福富町として発足。
  - 1956年4月1日：豊田郡より変更。
- 賀茂郡豊栄町 （2005年2月7日）東広島市に編入のため
  - 1944年1月1日：豊田郡豊栄村として発足。
  - 1949年4月1日：町制を施行し豊栄村より名称変更。
  - 1956年4月1日：豊田郡より変更。
- 賀茂郡河内町 （2005年2月7日）東広島市に編入のため
  - 1956年4月1日：豊田郡より変更。
- 豊田郡安芸津町 （2005年2月7日）東広島市に編入のため
  - 1943年1月1日：賀茂郡安芸津町として発足。
  - 1956年4月1日：賀茂郡より変更。
- 安芸郡蒲刈町 （2005年3月20日）呉市に編入のため
  - 1956年9月30日：発足。
- 安芸郡音戸町 （2005年3月20日）呉市に編入のため
  - 1932年4月1日：発足。
- 安芸郡倉橋町 （2005年3月20日）呉市に編入のため
  - 1952年6月1日：町制を施行し倉橋島村より名称変更。
- 豊田郡豊町 （2005年3月20日）呉市に編入のため
  - 1956年3月31日：発足。
- 豊田郡安浦町 （2005年3月20日）呉市に編入のため
  - 1944年1月1日：発足。
  - 1956年4月1日：賀茂郡より変更。
- 豊田郡豊浜町 （2005年3月20日）呉市に編入のため
  - 1969年11月3日：町制を施行し豊浜村より名称変更。
- 旧・三原市 （2005年3月22日）三原市新設のため
- 賀茂郡大和町 （2005年3月22日）三原市新設のため
  - 1955年3月31日：豊田郡大和町として発足。
  - 1956年4月1日：豊田郡より変更。
- 豊田郡本郷町 （2005年3月22日）三原市新設のため
- 御調郡久井町 （2005年3月22日）三原市新設のため
- 御調郡御調町 （2005年3月28日）尾道市に編入のため
- 御調郡向島町 （2005年3月28日）尾道市に編入のため
- 旧・庄原市 （2005年3月31日）庄原市新設のため
  - 1954年3月31日：発足。
- 比婆郡東城町 （2005年3月31日）庄原市新設のため
  - 1955年4月1日：発足。
- 比婆郡西城町 （2005年3月31日）庄原市新設のため
  - 1954年3月31日：発足。
- 比婆郡口和町 （2005年3月31日）庄原市新設のため
  - 1955年4月1日：口和村として発足。
  - 1960年4月1日：町制を施行し口和村より名称変更。
- 比婆郡高野町 （2005年3月31日）庄原市新設のため
  - 1955年1月1日：発足。
- 比婆郡比和町 （2005年3月31日）庄原市新設のため
  - 市町村制施行時には恵蘇郡比和村。
  - 1898年10月1日：恵蘇郡より変更。
  - 1933年4月1日：町制を施行し比和村より名称変更。
- 甲奴郡総領町 （2005年3月31日）庄原市新設のため
  - 1955年3月31日：発足。
- 佐伯郡湯来町 （2005年4月25日）広島市佐伯区に編入のため
  - 1956年9月30日：発足。
- 佐伯郡大野町 （2005年11月3日）廿日市市に編入のため
- 佐伯郡宮島町 （2005年11月3日）廿日市市に編入のため

2006年廃止分
- 因島市 （2006年1月10日）尾道市に編入のため
  - 1953年5月1日：発足。
- 豊田郡瀬戸田町 （2006年1月10日）尾道市に編入のため
- 深安郡神辺町 （2006年3月1日）福山市に編入のため